# 曾艳
曾艳（1969年7月—），女，汉族，广西北海人，1992年加入中国共产党，广西大学中文系汉语言文学专业，广西大学班政治经济学专业经济发展与社会管理方向硕士，北京航空航天大学管理科学与工程专业博士，在职研究生学历，管理学博士，经济师。曾任中共来宾市委常委、宣传部部长、副市长，柳州市委常委、宣传部部长、副市长，中共广西壮族自治区党委组织部副部长、老干部局局长，云南省文化和旅游厅党组书记、厅长。现任中共云南省委常委、宣传部部长。